# Избыточная смертность

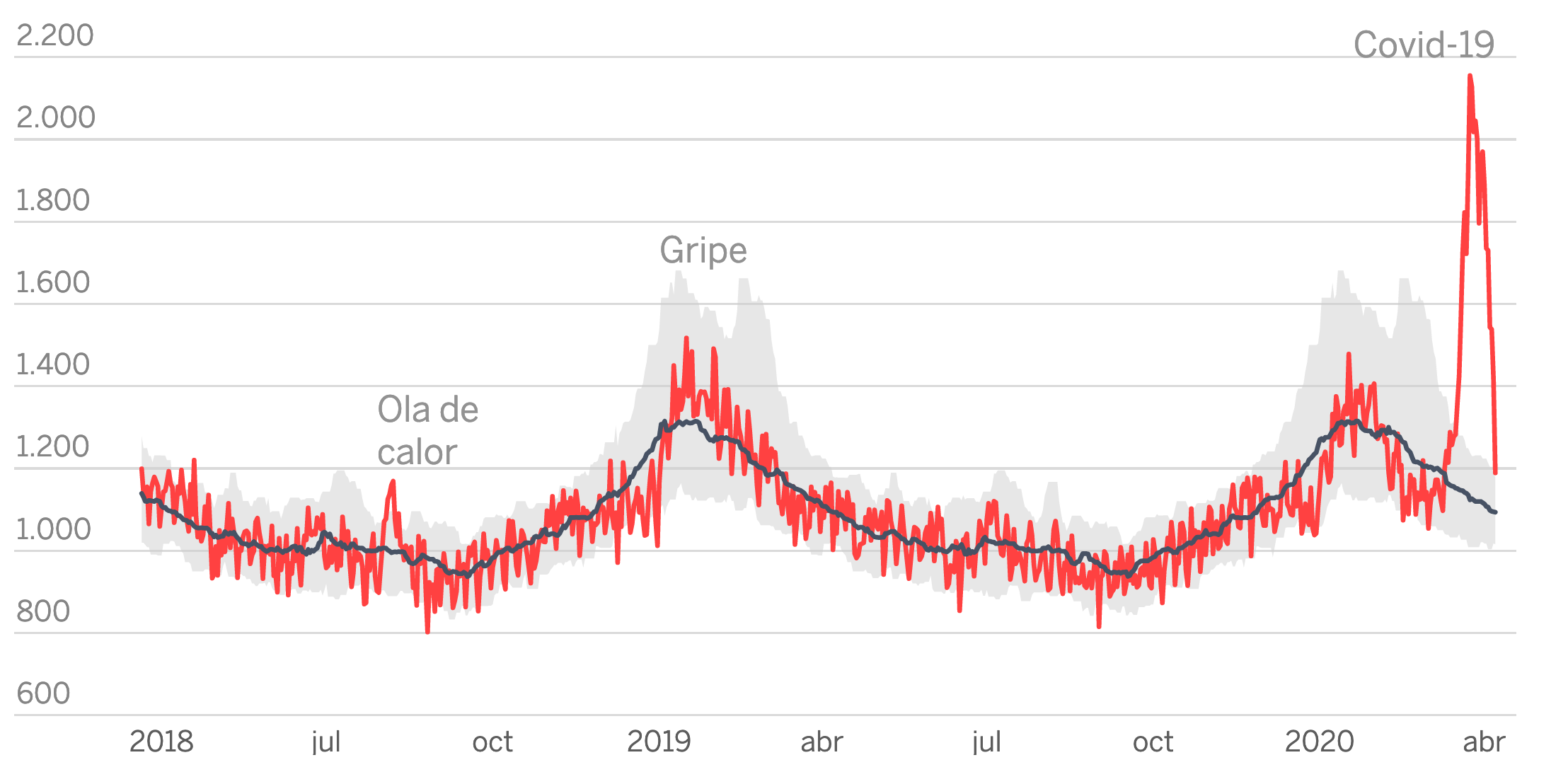
Распространение COVID-19 в Испании вызвало значительный всплеск смертности (ожидаемая смертность отмечена черным цветом, доверительный интервал — серым).

Избыточная смертность (англ. excess mortality) — временное увеличение смертности в популяции по сравнении с ожидаемой. Обычно вызывается внешними причинами, такими как экстремальная погода (жара или холод), эпидемии и пандемии (например, гриппа), голод или война.
С математической точки зрения рассчитывается на основе соотношения между числом смертей данного населения, измеряется превышением числа смертей по сравнению с предыдущим средним значением. Следовательно, это количественный статистический показатель.
По этой причине избыточную смертность приходится изучать по временному ряду данных, в частности потому что нередко (в случаях, когда избыточная смертность обусловлена необычным климатическим явлением, катастрофой, войной, эпидемией) избыточная смертность затрагивает отдельных лиц или группы населения, которые более уязвимы для одного или нескольких рассматриваемых факторов смертности. После того, как эти люди умерли (например, в периоды сильной жары, например, в популяции зачастую наблюдаются дополнительные смерти, в основном среди пожилых и больных людей), было замечено последующее снижение смертности по сравнению с ожидаемой. Такой краткосрочный перенос смертности называют «эффектом жатвы» (англ. harvesting effect). Последующее снижение смертности связывают с тем, что жара в основном привела к гибели тех людей, которые с высокой вероятностью всё равно умерли бы в ближайшее время.
Для демографа, эпидемиолога или экоэпидемиолога понятие избыточной смертности является индикатором (или даже биоиндикатором). Вся или часть избыточной смертности может быть предотвращена. Например, феномен избыточной смертности пчёл в случае «cиндрома разрушения пчелиных семей».
В 24 странах Европы за мониторинг избыточной смертности отвечает EuroMOMO на базе Statens Serum Institut в Копенгагене, Дания.